# Chronograph von 354

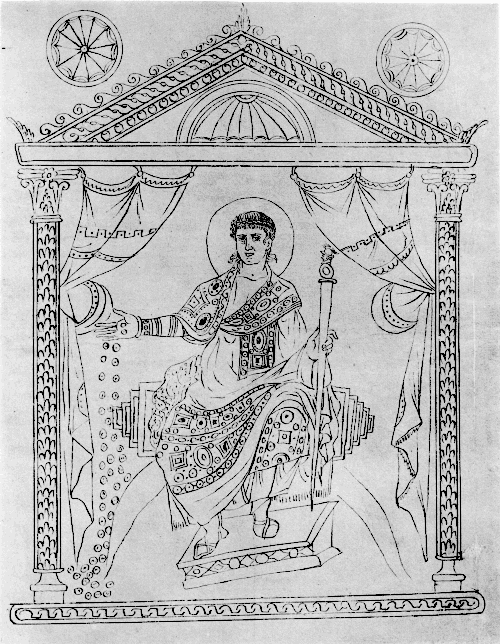
Darstellung einer Largitio von Constantius II. im Chronographen des Jahres 354

Chronograph von 354 (der Name wurde von Theodor Mommsen geprägt; auch Kalender von 354) ist die moderne Bezeichnung für einen spätantiken Codex, den Furius Dionysius Filocalus im Jahre 354 n. Chr. im Auftrag des christlichen Aristokraten Valentinus schuf.
Es handelte sich um ein außergewöhnlich aufwendig gestaltetes Werk, das die ersten ganzseitigen Buchmalereien der westlichen Kulturgeschichte enthielt. Das Original ist nicht erhalten.
Es enthielt Konsularfasten (fasti consulares), eine Liste der Stadtpräfekten (praefecti urbis Romae) und eine Stadtgeschichte Roms (chronica urbis Romae) bis zum Jahre 354. Letztere enthielt eine Liste der Könige, Diktatoren und Kaiser mit Angabe der Regierungslänge, Todesort und zusätzlichen Eintragungen. Sie griff nicht auf die Enmannsche Kaisergeschichte zurück und wurde vor dem Tod Konstantins I. (337) zusammengestellt. Die Schrift ist auch die erste authentische Dokumentation, welche die Geburt Jesu auf den 25. Dezember datiert.

## Werkliste
Es hat mehrere Bearbeitungen gegeben, die jeweils den Wünschen der Besteller entgegengekommen sind. Der Chronograph von 354 ist in mehreren Abschriften überliefert und wurde auch in der Folgezeit unter anderem von Eutropius benutzt.
Der Chronograph hat folgende Inhalte (mit den von Mommsen eingeführten lateinischen Überschriften, die zum Teil der handschriftlichen Überlieferung widersprechen):
1. Dedicatio: Die Widmung an Valentinus.
2. Imagines urbium: Die Darstellung der Stadtpersonifikationen der Städte Rom, Konstantinopel, Trier und Alexandria.
3. Dedicatio et natales Caesarum: Eine kaiserliche Widmung mit einer Liste der Geburtstage der Kaiser.
4. Imagines planetarum VII: Die Planeten und die dazugehörigen Legenden.
5. Signa zodiaci eorumque utilitates: Die Tierkreiszeichen und ihre Bedeutung.
6. Imagines mensium XII cum fastis mentruis: Die Monate und die dazugehörigen Legenden sowie ein illustrierter Kalendertext mit Distichen auf die Monate. Später wurden Vierzeiler eingefügt. Angabe von Spiel- und Senatstagen.
7. Imagines imperatorum: Porträts, die mit Kaiser Constantius II. und dem Caesar Julian identifiziert wurden.
8. Fasti consulares: Eine Liste der römischen Konsuln.
9. Cyclus paschalis: Berechnungen des Osterfestes (Ostertafeln von 312 auf 100 Jahre)
10. Praefecti urbis Romae: Eine Liste der Stadtpräfekten von Rom von 245 ab urbe condita bis 354 p. Chr.[2]
11. Depositiones episcoporum Romanorum: Todestage und Begräbnisorte von 12 römischen Bischöfen von Lucius (254) bis Julius I. 352.
12. Feriale ecclesiae Romanae. Item depositio martirum: Todestage und Begräbnisorte von Märtyrern.[3] Daraus entstanden später die Martyrologien.
13. Episcopi Romani: Eine Liste der Bischöfe von Rom von Petrus bis Liberius. Im ersten Teil bis 230 sind einige Unrichtigkeiten. Die Liste enthält chronistische Angaben.
14. Regiones urbis Romae: Eine Beschreibung der 14 Regionen Roms (später hinzugefügt?).
15. Liber generationis: Eine Weltchronik von Adam bis 354. Sie stützt sich teilweise auf die Chronik des Hippolyt (später hinzugefügt?).
16. Chronica urbis Romae: Eine Herrscherliste von der Königszeit bis Licinius (später hinzugefügt?), die in der Handschrift mit Origo gentis Romanorum überschrieben ist.[4]

Es sind viele Informationen aus dem Heidentum aufgenommen, wobei umstritten ist, ob es sich um aktuelle Zustände handelt (Michele Renee Salzman) oder um Rückschauen auf vergangene Zeiten (Theodor Mommsen).
Die Illustrationen bei den Tierkreiszeichen zeigen ein Interesse an Astrologie. Nichtillustrierte Abschnitte enthalten reichhaltiges historisches und chronologisches Material.
In karolingischer Zeit wurde eine illustrierte Kopie des Originals gefertigt, der Codex Luxemburgensis, von dem weitere Kopien im 16. und 17. Jahrhundert gefertigt worden sind. Die beste davon, der Codex Romanus, befindet sich in der Vatikanischen Apostolischen Bibliothek. Schon bevor die Renaissance-Kopien gefertigt wurden, wurde der Codex Luxemburgensis beschädigt. Einige Seiten waren verloren. Heute ist er ganz verloren, und es gibt nur eine detaillierte Beschreibung von ihm.
Eine Reihe von Eintragungen haben sich als spätere Nachträge herausgestellt, weil sie eine A.D.-Datierung aufweisen, die erst viel später eingeführt wurde. Andere Daten sind redundant angegeben, wobei sich die Angaben aber ausschließen, so bei der Geburt Jesu.

## Ausgaben
- Chronographus anni CCCLIIII. In: Theodor Mommsen (Hrsg.): Auctores antiquissimi 9: Chronica minora saec. IV. V. VI. VII. (I). Berlin 1892, S. 13–148 (Monumenta Germaniae Historica, Digitalisat).
- Johannes Divjak, Wolfgang Wischmeyer (Hrsg.): Das Kalenderhandbuch von 354 – Der Chronograph des Filocalus. 2 Bände, Holzhausen, Wien 2014 (Digitalisate: Band 1 – Der Bildteil des Chronographen, Band 2 – Der Textteil – Listen der Verwaltung).[5]